# Nyikolajevszki járás (Volgográdi terület)

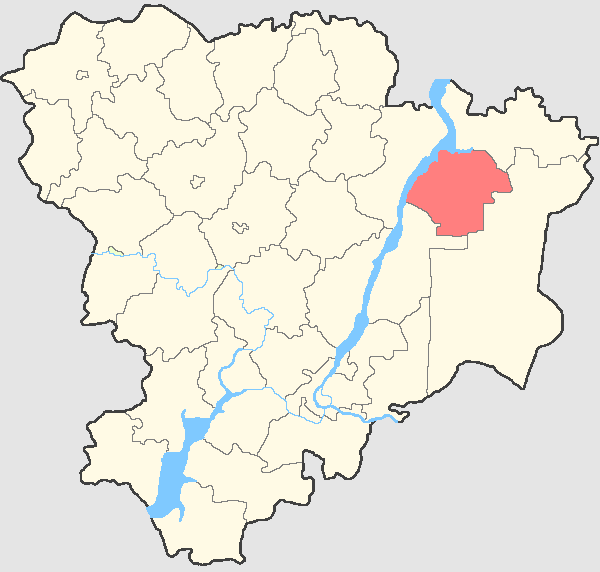
A Nyikolajevszki járás a Volgográdi területen

A Nyikolajevszki járás (oroszul Николаевский муниципальный район) Oroszország egyik járása a Volgográdi területen. Székhelye Nyikolajevszk.

## Népesség
- 1989-ben 35 145 lakosa volt.
- 2002-ben 34 285 lakosa volt, melynek 11%-a kazah.
- 2010-ben 32 034 lakosa volt, melyből 23 459 orosz, 4 688 kazah, 505 csecsen, 420 koreai, 368 német, 353 ukrán, 327 tatár, 222 csuvas, 215 cigány, 135 azeri, 129 mari, 129 örmény, 71 fehérorosz, 51 üzbég, 34 mordvin, 33 moldáv, 31 tadzsik, 22 udmurt, 18 dargin, 16 avar, 13 oszét, 12 lezg, 11 kirgiz stb.